# Platylabus rufus
Platylabus rufus är en stekelart som beskrevs av Wesmael 1845. Platylabus rufus ingår i släktet Platylabus och familjen brokparasitsteklar. Arten är reproducerande i Sverige. Inga underarter finns listade i Catalogue of Life.